# Pinostygus galapagoensis
Pinostygus galapagoensis (лат.) — вид троглобионтных слепых жуков из трибы Pinophilini семейства стафилиниды (Staphylinidae). Галапагосские острова: остров Санта-Крус (Эквадор).

## Описание
Крупные слепые жуки-стафилиниды с вытянутым телом длиной 16—28 мм. Ноги и усики экстремально длинные и узкие. Максимальная ширина брюшка — 2,0—3,0 мм. Коричнево-чёрные; ноги (кроме лапок) и каждый базальный сегмент усиков от светло-коричневого до тёмного красно-чёрного цвета; лапки, 2—11 членики усиков и щупики рыжевато-жёлтые.